# John Derek Bishop
John Derek Bishop, född 1985, är en norsk elektronisk musikproducent från Stavanger, även känt under pseudonymen Tortusa.

## Biografi
Bishop blev nominerad till Spellemannprisen 2016 i klassen elektronika för I Know This Place - The Eivind Aarset Collages. Han har bland annat arbetat tillsammans med musikerna Arve Henriksen, Eivind Aarset, Jan Bang och Erland Dahlen. Tillsammans med saxofonisten Inge Weatherhead Breistein gav han ut sitt andra album på Jazzland Recordings 2018 och turnerade tillsammans med honom i Tyskland, England och Norge. I september 2019 gav han ut albumet "Eternal Return" på Jazzland Recordings tillsammans med duon Past Present (Simen Kiil Halvorsen och Alexander Hoholm). Under 2021 gav han ut ett soloalbum på Jazzland Recordings, bland annat med gästartisterna Arve Henriksen, Eivind Aarset, och Erland Dahlen. Under 2021 gav han ut ett album på Arjuna Music tillsammans med Jan Bang, Eivind Aarset, Samuel Rohrer och Erik Honore under bandnamnet Dark Star Safari.      
Den har varit med i flera musikgrupper, såsom Tortusa/Breistein, The Afeeliated, Saxxemark, Beatpop, och Skolekorps, samt gjort musiken till kortfilmerna Limerence (2010), Hyperspace (2012) och Across the Dreams (2014).     
Bishop medverkar oftast med instrumentet "live-sampling", där ljud blir inspelade från scenen och bearbetas live.

## Diskografi

### Album
- 2008 – Saving the city vol. 1 - The Afeeliated
- 2010 – Piskopos (Biskop Recordings)
- 2010 – Saving the city vol. 2 - The Afeeliated
- 2010 – Leta´s, tillsammans med Beatpop
- 2010 – John Derek Bishop Collages (Sebastian Waldejer/CCAP), tillsammans med Sebastian Waldejer.
- 2013 – Bishop Vossgård Collages (Biskop Recordings), tillsammans med Bodhild Vossgård.
- 2014 – Across the Dreams (Biskop Recordings).
- 2016 – I Know This Place - The Eivind Aarset Collages (Jazzland Recordings), tillsammans med Eivind Aarset.
- 2018 – Mind Vessel (Jazzland Recordings), tillsammans med Inge Weatherhead Breistein.
- 2019 – Eternal Return (Jazzland Recordings), tillsammans med Alexander Hoholm och Simen Kiil Halvorsen.
- 2021 – Bre (Jazzland Recordings).
- 2022 – Calm Brutalism (Curling Legs as), tillsammans med Svein Rikard Mathisen.
- 2022 – Ro (Jazzland Recordings), tillsammans med Inge Weatherhead Breistein.
- 2023 – Sentient (Jazzland Recordings), tillsammans med Vok Ens.

### Ep
- 2018 – Mind Vessel Remix EP (Jazzland Recordings).

### Singlar
- 2008 – Sandnes for faen - Skolekorps
- 2009 – Post First City
- 2010 – Bishop Xplosif Remixes
- 2011 – Bottle (Bishop remix) - Myrna Braza
- 2012 – Hitting the Head - Beatpop
- 2012 – 3047 - Nelson
- 2012 – Onwards (Bishop remix) - Paper Pilots
- 2012 – Wildlife (Bishop remix) - Paper Pilots
- 2013 – Perspectives - Beatpop
- 2013 – Moskollage (Biskop Recordings), tillsammans med Moskus.
- 2013 – Sail away, son (Bishop remix)  (Biskop Recordings), tillsammans med Violet Dream.
- 2013 – Him & Her - Nelson
- 2013 – Wish I could - Nelson
- 2014 – Freedom - Beatpop
- 2014 – Twice (Bishop remix) - Bendik Baksaas